# Objaw świecy stearynowej
Objaw świecy stearynowej (ang. candle sign) – charakterystyczny dla łuszczycy objaw, polegający na tym, że po zdrapaniu charakterystycznych dla tej choroby grudek, łusek, powierzchnia pod nimi wygląda jakby była pokryta warstewką stearyny.